# مجدآباد نو
مجدآباد نو (فراهان)، روستایی از توابع بخش مرکزی شهرستان فراهان در استان مرکزی ایران است.

## جمعیت
این روستا در دهستان فرمهین قرار دارد و  جمعیت آن 196نفر (40خانوار) بوده‌است.

## مکان های تجمع عمومی
حسینیه مجد آباد نو

## بنا های تاریخی
حمام مجدآباد نو (قدمت تاریخی حدود ۳۲۰ سال)
حسینیه مجدآباد نو

## مکان های گردشگری
گلحصار مجد آباد نو ( ۱ کیلومتری مجدآباد نو)
قنات گلحصار 
تپه خاکی گلحصار 
کوچه باغ سنجد
کوچه باغ گردو
استل آب مجدآباد.